# John Stockton
John Houston Stockton (Spokane, Washington, 1962. március 26. –) hivatásos amerikai kosárlabdázó, a Utah Jazz egykori irányítója 1984 és 2003 között. Stocktont minden idők egyik legjobb irányítójának tartják, hiszen ő tartja az NBA történetében a gólpasszok és lopások rekordját.

## Fiatalkora
Apja Jack Stockton, anyja Clementine Frei. Általános iskolába a St. Aloysius katolikus iskolába járt, majd 1980-ban a Gonzaga Preparatory Schoolban érettségizett. A Gonzaga Universityn játszott az egyetemi kosárlabda ligában, ahol utolsó évében 57%-os mezőnyátlaggal 20,9 pontot szerzett mérkőzésenként. Nagyapja, Hust Stockton is ismert sportoló volt Gonzagában. Hust tagja volt a Frankford Yellow Jacketsnek, az 1926-os NFL-szezon győzteseinek.